# Struja
Struja (bulgariska: Струя) är ett distrikt i Bulgarien.   Det ligger i kommunen Obsjtina Ruen och regionen Burgas, i den östra delen av landet, 300 km öster om huvudstaden Sofia.
Omgivningarna runt Struja är en mosaik av jordbruksmark och naturlig växtlighet. Runt Struja är det ganska glesbefolkat, med 47 invånare per kvadratkilometer.